# 자철석

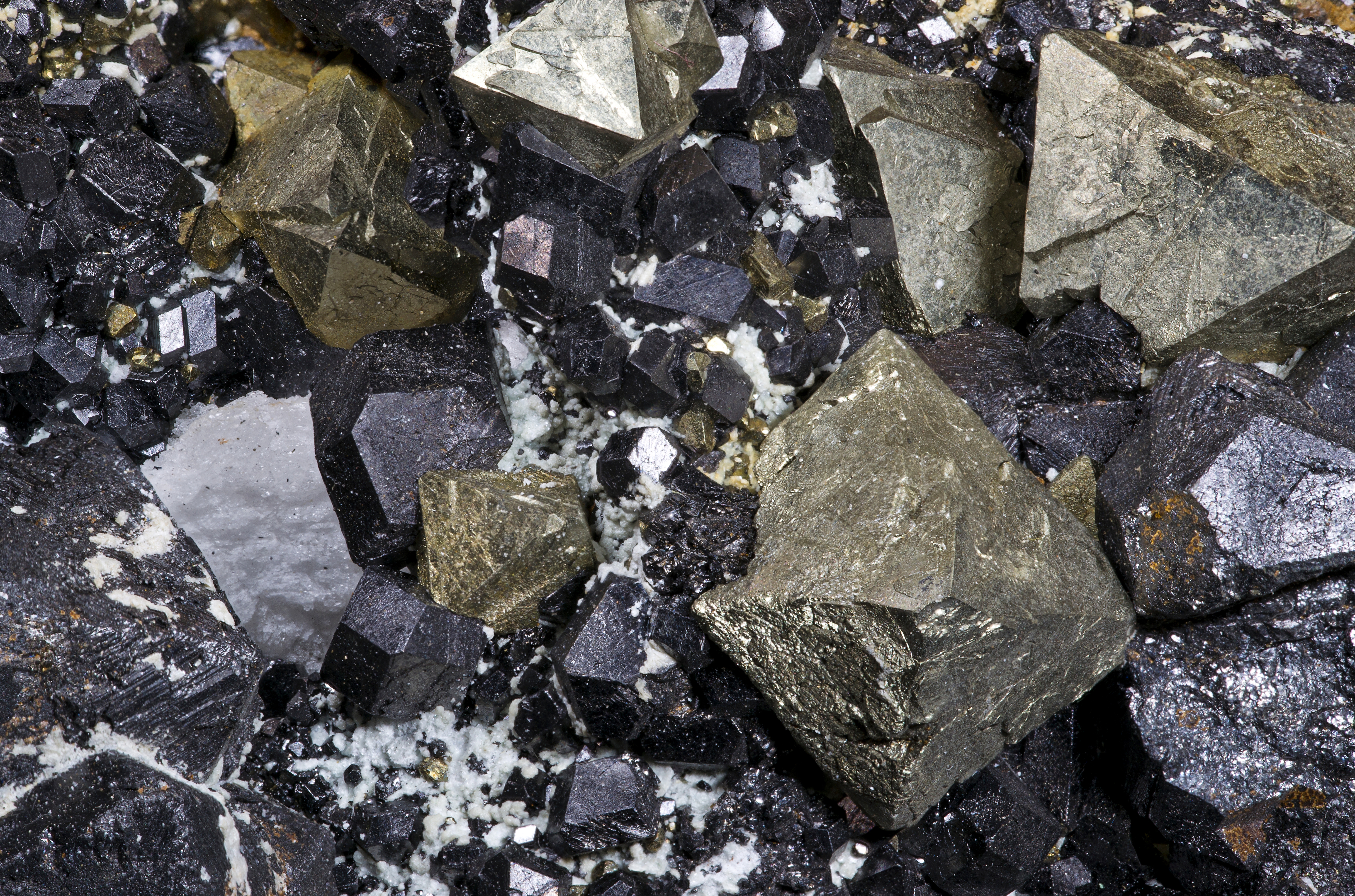
자철석

자철석(磁鐵石, magnetite)은 철광석 중의 하나로 일부 광석에서 발견되며, 공장에서 생산되기도 한다. 지구상에서 자연적으로 만들어진 모든 광물 중에서 가장 자성이 강하며, 자화하여 영구 자석 자체가 될 수도 있다. 철새를 비롯한 몇몇 생물의 몸 안에서 방향을 감지하는 역할을 한다. 과거에는 나침반에도 사용되었다.
일반적으로 자철석의 퀴리온도는 575℃, 적철석은 675℃, 순수한 철은 768℃, 니켈은 350℃, 코발트는 1120℃이다.

## 같이 보기
- 갈철석
- 적철석